# Heteronutarsus albipennis
Heteronutarsus albipennis är en bönsyrseart som beskrevs av Lucien Chopard 1941. Heteronutarsus albipennis ingår i släktet Heteronutarsus och familjen Eremiaphilidae. Inga underarter finns listade i Catalogue of Life.